# Saalfeld und Keppler
Eva Saalfeld und Andreas Keppler sind fiktive Kriminalhauptkommissare aus der Fernsehreihe Tatort. Sie bildeten von 2008 bis 2015 das Ermittlerteam in den in Leipzig spielenden Tatort-Filmen des MDR. Dargestellt wurden sie von Simone Thomalla und Martin Wuttke. Sie lösten 2008 als sächsisches Ermittlerteam das Duo Ehrlicher und Kain ab und wurden 2015 ihrerseits abgelöst vom Team Sieland, Gorniak und Schnabel in Dresden.

## Hintergrund

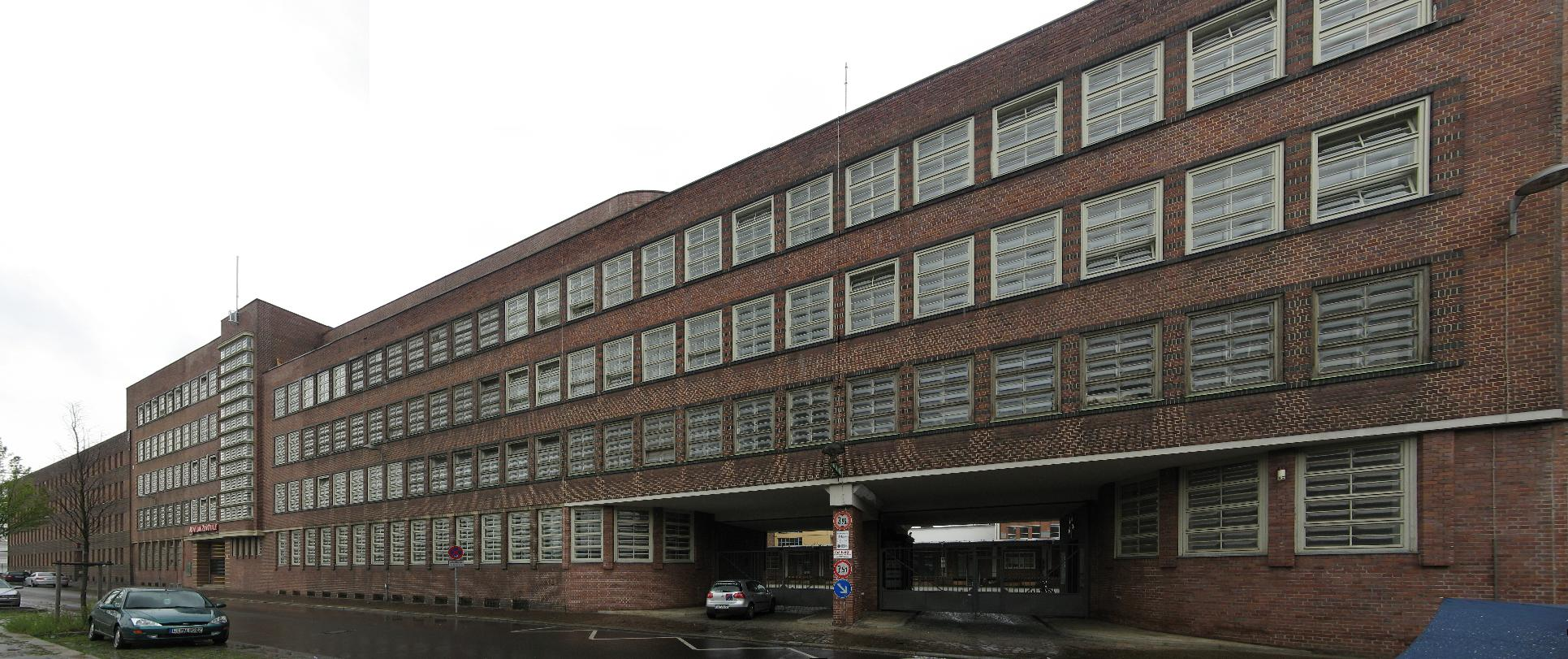
Die Konsumzentrale ist als Polizeipräsidium regelmäßiger Drehort

Simone Thomalla, die zuvor bereits zwei Rollen in Tatort-Folgen gespielt hatte, wurde  2006 vom MDR kontaktiert. Martin Wuttke als Keppler-Darsteller wurde später von Thomalla und dem MDR gemeinsam ausgewählt. Auch er hatte zuvor bereits in zwei Tatort-Folgen mitgespielt.
Die Dreharbeiten zur Folge Ausweglos fanden im Mai und Juni 2007 statt. Zuerst gesendet wurde jedoch die Folge Todesstrafe, die später gedreht wurde, aber von Anfang an als erste Folge geplant war. Todesstrafe war der insgesamt 700. ausgestrahlte Film der Reihe.
Regelmäßige Drehorte im Leipziger Tatort sind unter anderem die Konsumzentrale im Stadtteil Plagwitz als fiktives Polizeipräsidium und eine Pension in Gohlis, in der Keppler wohnt.
Eine besondere Folge ist die Doppelfolge aus Kinderland und Ihr Kinderlein kommet, die Ostern 2012 erstausgestrahlt wurde. Es handelt sich um die erste Doppelfolge der Tatort-Geschichte. In Ihr Kinderlein kommet ermitteln Saalfeld und Keppler ausnahmsweise nicht in Leipzig, sondern in Köln, wo sie ihre Kollegen Ballauf und Schenk unterstützen.
Am 22. Januar 2014 gab Das Erste bekannt, 2015 die letzte Folge mit dem Team auszustrahlen.

## Figuren aus den Leipziger Tatort-Folgen

### Eva Saalfeld
Hauptkommissarin Eva Saalfeld, gespielt von Simone Thomalla, ist in Leipzig aufgewachsen. Polizistin wurde sie wegen ihres seit 1983 tot geglaubten Vaters, der Volkspolizist und ihr großes Vorbild war. Sie ist eine lebenslustige, impulsive und einfühlsame Frau, der die Fälle oft auch emotional sehr nahegehen. Damit bildet sie einen Gegenpol zu dem griesgrämigen, durch nichts aus der Ruhe zu bringenden Keppler.
Eva Saalfeld war mit ihrem Kollegen Keppler verheiratet. Die Ehe war jedoch in die Brüche gegangen, als die beiden ihr gemeinsames Kind verloren hatten. Zudem war Keppler Alkoholiker. Zu Beginn der ersten Folge (Todesstrafe) sind sie bereits einige Jahre geschieden.

### Andreas Keppler
Hauptkommissar Andreas Keppler, gespielt von Martin Wuttke, ist Eva Saalfelds Ex-Mann und ihr Partner in der Mordkommission. Keppler wird meist mit dem Nachnamen angeredet, sogar von seiner Ex-Frau. Er stammt aus Westdeutschland und trifft erst zu Beginn der ersten Folge in Leipzig ein. Dort wohnt er in einer Pension, um ungebunden zu sein.
Keppler liebt Ordnung und ist ein hervorragender Beobachter, der mit seiner Introvertiertheit Parallelen zu Adrian Monk aufweist. Er ist sehr wortkarg, was oft als Unhöflichkeit aufgefasst wird.

### Wolfgang Menzel

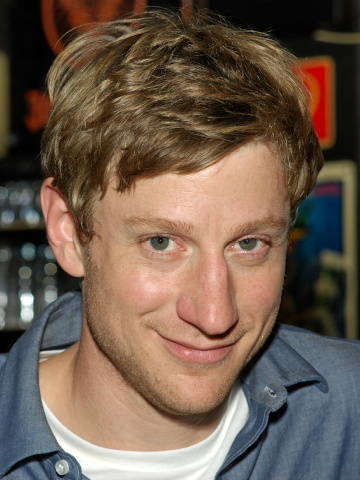
Menzel-Darsteller Maxim Mehmet (2010)

Wolfgang Menzel (Maxim Mehmet) ist Kriminaltechniker in der Leipziger Mordkommission. Er ist verheiratet und hat ein Kind. In der Folge Türkischer Honig erfährt man, dass sein Vater ein vom Schwarzen Meer stammender Türke war. Sein Verhältnis zu Eva ist gut, von Keppler hingegen fühlt er sich nicht ausreichend geschätzt. Dieser nimmt Menzels gute Arbeit als selbstverständlich hin und hat selten ein Wort des Dankes für ihn übrig. Als Keppler sich in der Folge Rendezvous mit dem Tod um eine Stelle in Wiesbaden bewirbt, bezeichnet Menzel das als „gute Nachricht“.

### Schmitz
Schmitz (Dieter Jaßlauk) ist der Besitzer der Pension, in der Keppler lebt. Sein Vorname ist unbekannt. Schmitz ist ein älterer Herr, der sich in Leipzig gut auskennt und Keppler gelegentlich mit Informationen weiterhelfen kann. Keppler und Schmitz spielen regelmäßig gegeneinander Schach. Manchmal passiert es, dass Schmitz dabei einschläft.
Als einzige wiederkehrende Figur der Leipziger Folgen spricht Schmitz kein Hochdeutsch, sondern sächsischen Dialekt.

### Inge Saalfeld
Eva Saalfelds Mutter Inge (Swetlana Schönfeld) ist mit Evas Berufswahl nicht einverstanden, unterstützt sie aber dennoch nach Kräften. Sie ist Krankenschwester und kümmert sich regelmäßig auch um hilfsbedürftige Personen, mit denen Eva während ihrer Ermittlungen zu tun hat.

### Weitere Rollen
Weitere wiederkehrende Figuren sind Eva Saalfelds Neffe Lukas (unterschiedliche Darsteller) sowie die Gerichtsmediziner Dr. Striesow (André Röhner) und später Dr. Reichau (Kai Schumann). In den Folgen Schön ist anders und Rendezvous mit dem Tod führt Saalfeld eine kurze Beziehung mit dem Arzt Pierre Holsten (Oliver Bootz).

## Folgen
| Fall | Titel                      | Erstausstrahlung | Folge | Drehbuch                                         | Regie              | Besonderheiten                                                   |
| ---- | -------------------------- | ---------------- | ----- | ------------------------------------------------ | ------------------ | ---------------------------------------------------------------- |
| 1    | Todesstrafe                | 25. Mai 2008     | 700   | Andreas Schlüter, Mario Giordano                 | Patrick Winczewski |                                                                  |
| 2    | Ausweglos                  | 06. Jul. 2008    | 701   | Andreas Pflüger                                  | Hajo Gies          |                                                                  |
| 3    | Unbestechlich              | 07. Dez. 2008    | 713   | Andreas Pflüger                                  | Nils Willbrandt    |                                                                  |
| 4    | Schwarzer Peter            | 18. Jan. 2009    | 718   | Kathrin Bühlig                                   | Christine Hartmann |                                                                  |
| 5    | Mauerblümchen              | 08. Mär. 2009    | 725   | Simone Schneider                                 | Johannes Fabrick   |                                                                  |
| 6    | Falsches Leben             | 06. Dez. 2009    | 748   | Andreas Pflüger                                  | Hajo Gies          |                                                                  |
| 7    | Absturz                    | 14. Mär. 2010    | 758   | André Georgi                                     | Torsten C. Fischer |                                                                  |
| 8    | Heimwärts                  | 06. Jun. 2010    | 766   | Heike Rübbert                                    | Johannes Grieser   |                                                                  |
| 9    | Schön ist anders           | 12. Dez. 2010    | 783   | Katrin Bühlig                                    | Judith Kennel      |                                                                  |
| 10   | Rendezvous mit dem Tod     | 20. Feb. 2011    | 791   | Clemens Schönborn, Maike Hauck                   | Buddy Giovinazzo   |                                                                  |
| 11   | Nasse Sachen               | 13. Jun. 2011    | 804   | Andreas Knaup                                    | Johannes Grieser   |                                                                  |
| 12   | Todesbilder                | 15. Jan. 2012    | 824   | Miguel Alexandre                                 | Miguel Alexandre   |                                                                  |
| 13   | Kinderland                 | 08. Apr. 2012    | 834   | Jürgen Werner                                    | Thomas Jauch       | Erster Teil einer Doppelfolge zusammen mit Ballauf und Schenk    |
| 14   | Ihr Kinderlein kommet      | 09. Apr. 2012    | 835   | Jürgen Werner                                    | Thomas Jauch       | Fortsetzung der Folge Kinderland zusammen mit Ballauf und Schenk |
| 15   | Todesschütze               | 02. Dez. 2012    | 852   | Andreas Schlüter, Mario Giordano                 | Johannes Grieser   |                                                                  |
| 16   | Schwarzer Afghane          | 17. Mär. 2013    | 866   | Holger Jancke                                    | Thomas Jahn        |                                                                  |
| 17   | Die Wahrheit stirbt zuerst | 16. Jun. 2013    | 877   | Miguel Alexandre, Harald Göckeritz, André Georgi | Miguel Alexandre   |                                                                  |
| 18   | Türkischer Honig           | 1. Jan. 2014     | 893   | Andreas Pflüger                                  | Christine Hartmann |                                                                  |
| 19   | Frühstück für immer        | 16. Mär. 2014    | 904   | Kathrin Bühlig                                   | Claudia Garde      |                                                                  |
| 20   | Blutschuld                 | 15. Feb. 2015    | 936   | Stefan Kornatz                                   | Stefan Kornatz     |                                                                  |
| 21   | Niedere Instinkte          | 26. Apr. 2015    | 945   | Sascha Arango                                    | Claudia Garde      |                                                                  |

## Rezeption
Zwischen Mai 2010 und Mai 2012 lag die durchschnittliche Zuschauerzahl bei 8,67 Millionen. Damit liegt das Leipziger Team im Mittelfeld der Tatort-Ermittler.
Kritiker erkennen in den Tatort-Folgen mit Saalfeld und Keppler das Bemühen, sich im Krimi mit gesellschaftlich relevanten Themen zu beschäftigen.
Die Münsterländische Volkszeitung urteilte in einer Rezension, Saalfeld und Keppler seien die mit Abstand nervigsten Tatort-Ermittler. Die TV Spielfilm schrieb, das Team langweile nur noch und hätte nie richtig funktioniert. Die Hannoversche Allgemeine Zeitung fand hingegen, Saalfeld und Keppler würden Ehrlicher und Kain gut ersetzen – nicht zuletzt auch aufgrund der immer wieder thematisierten Vorgeschichte der Kommissare.